# Museu de Belles Arts de Berna
El Museu de Belles Arts de Berna, anomenat en alemany Kunstmuseum Bern és un museu fundat el 1879, la col·lecció del qual abasta un període de vuit segles, des de l'edat mitjana fins a l'art contemporani.
El museu acull obres de Paul Klee, Pablo Picasso, Ferdinand Hodler, Meret Oppenheim, Louise Catherine Breslau o Ricco Wassmer. La col·lecció inclou més de 3.000 pintures i escultures, a més de prop de 48.000 dibuixos, gravats, fotografies, vídeos i pel·lícules.

## Col·lecció
Entre les obres del primer Renaixement italià, cal destacar una Mare de Déu amb el Nen del 1449 al 1453 del pintor florentí Fra Angelico.

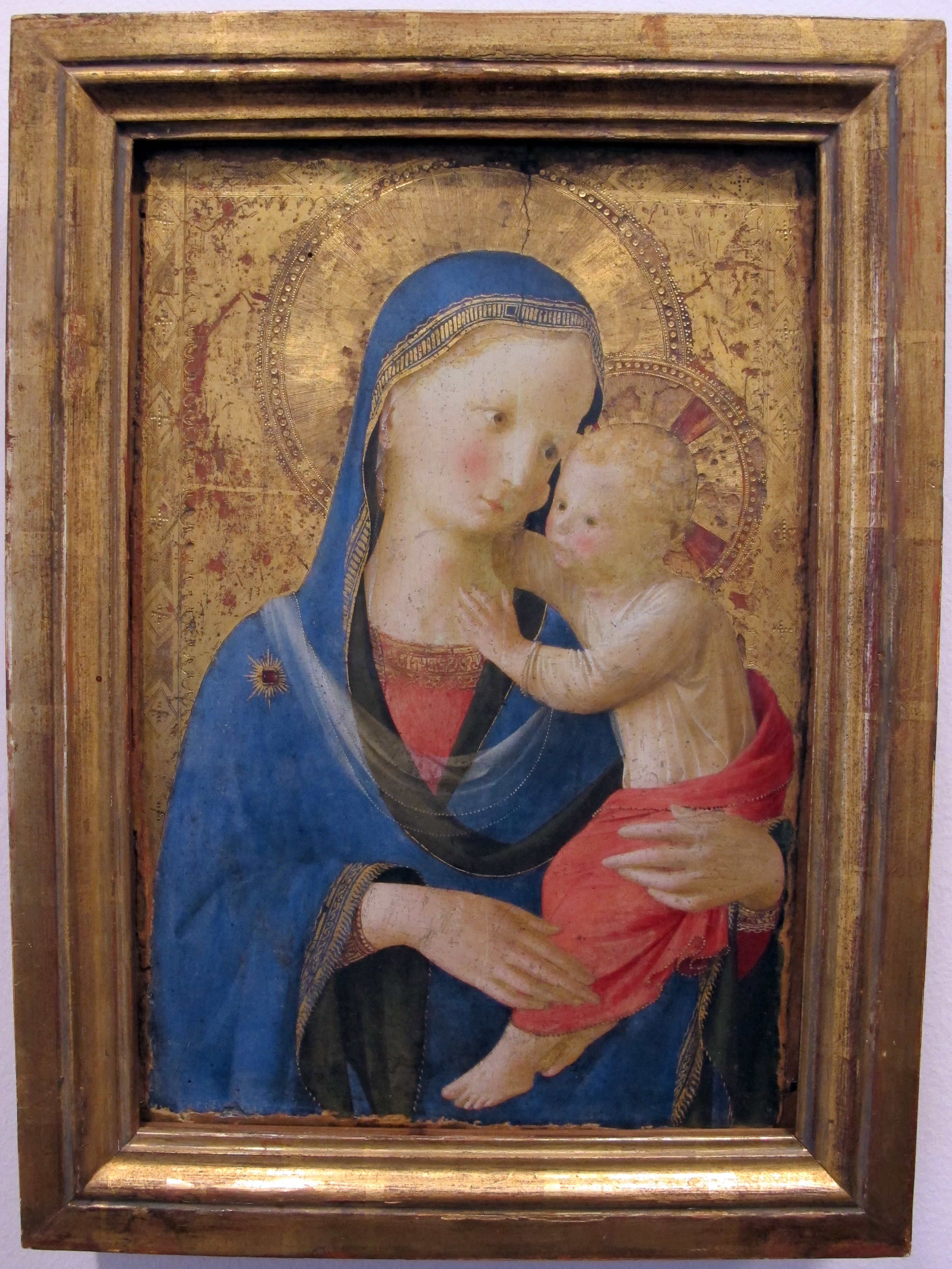
Fra Angelico: Madonna i el Nen.

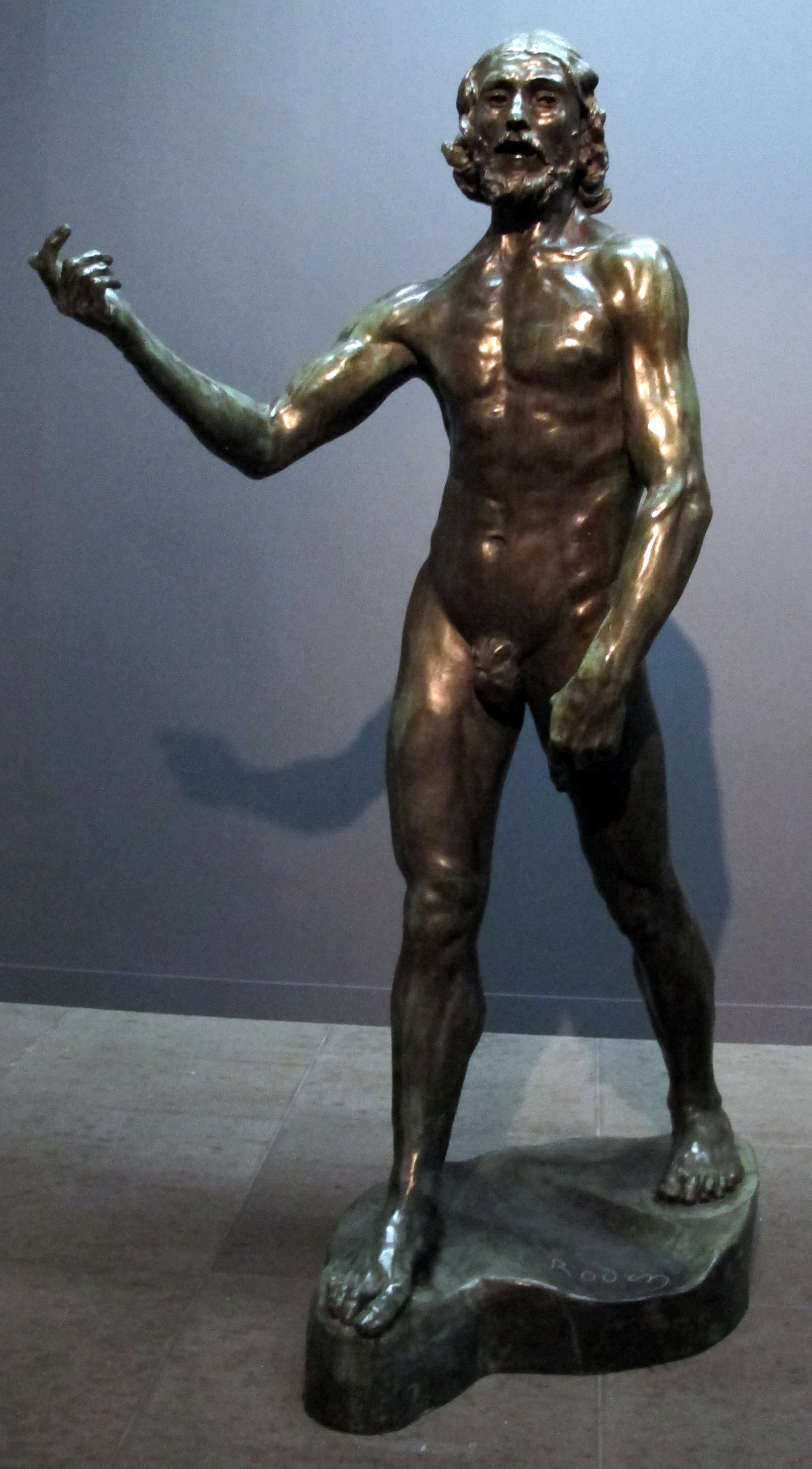
Auguste Rodin: St Jean Baptiste.

### Algunes obres

#### Pintura

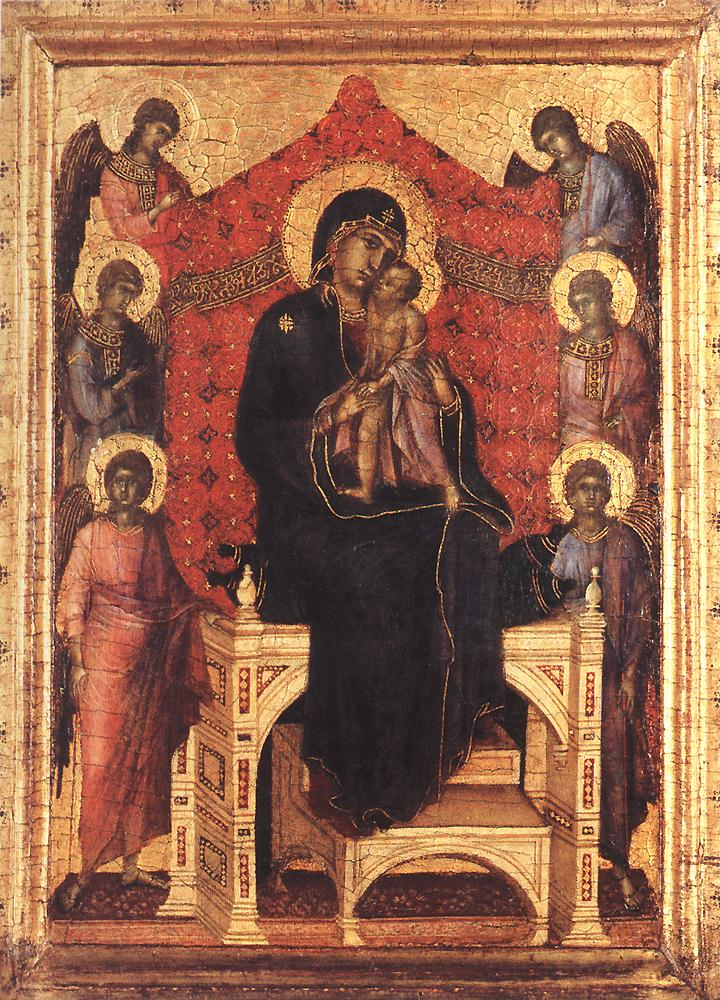
Duccio: Maesta
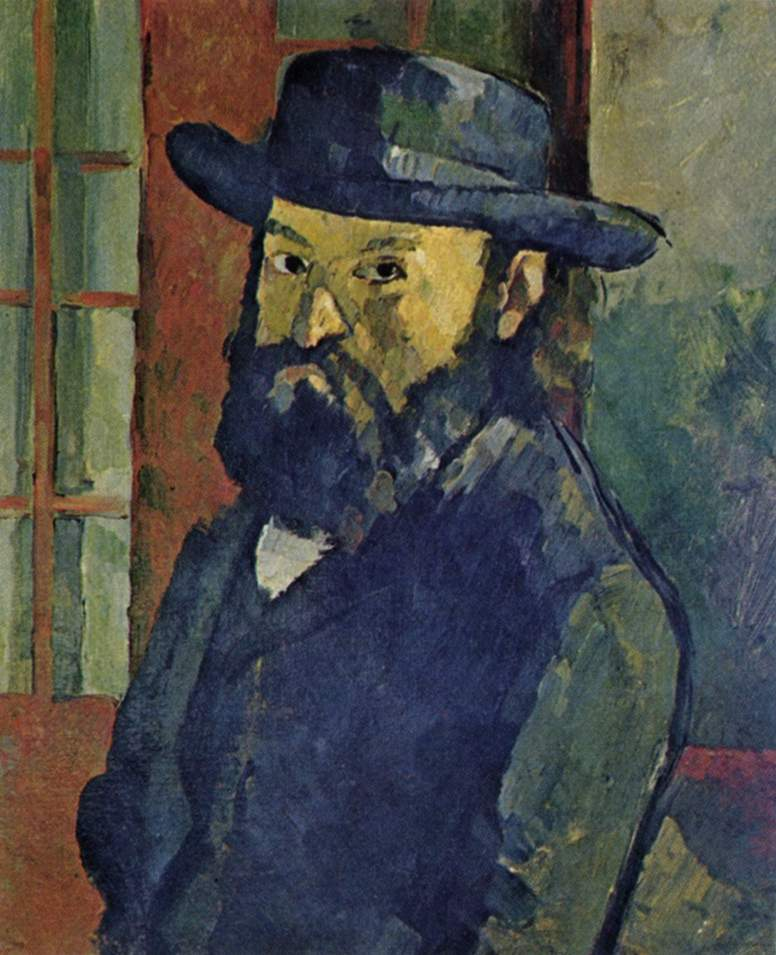
Paul Cézanne: Autoretrat.
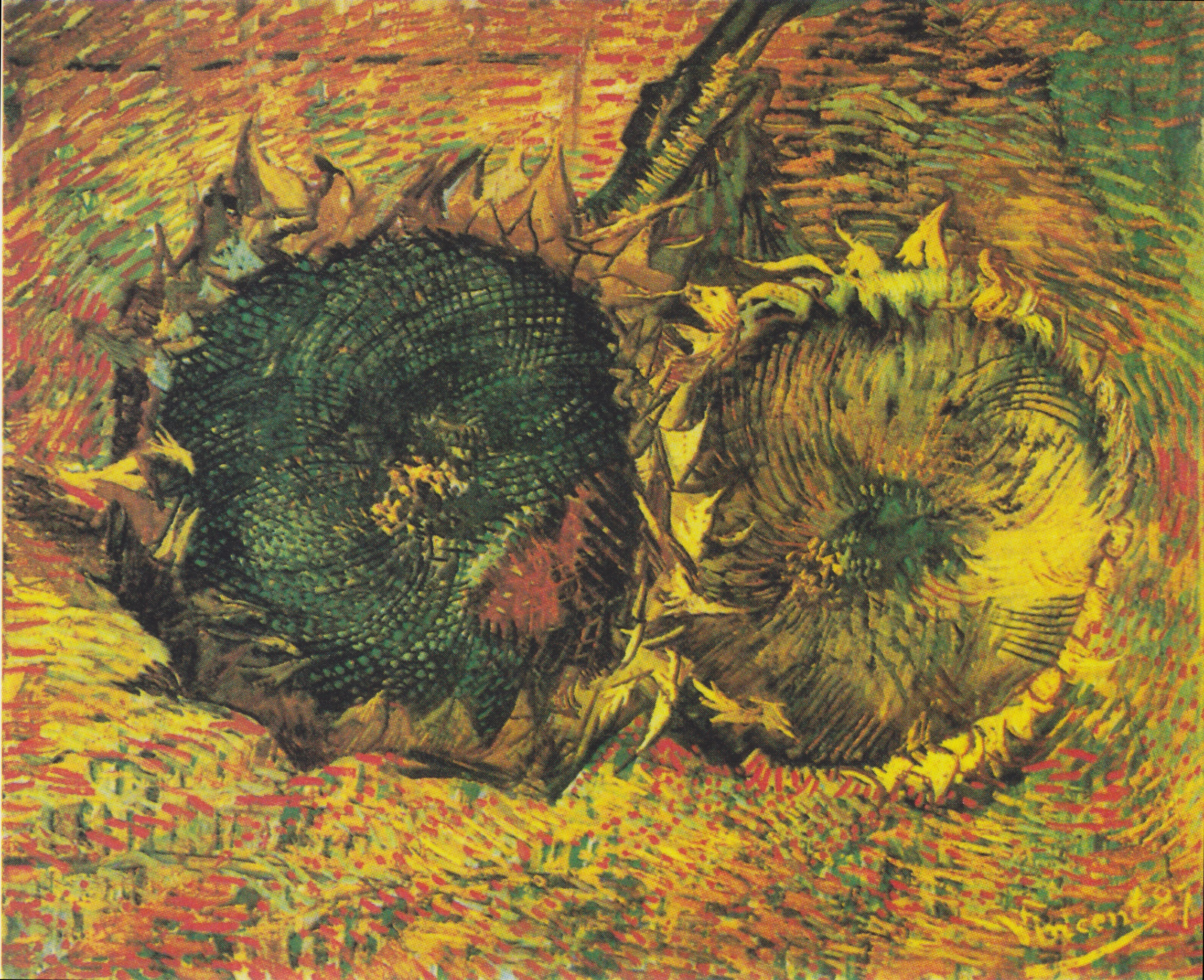
Van Gogh: Dos gira-sols.
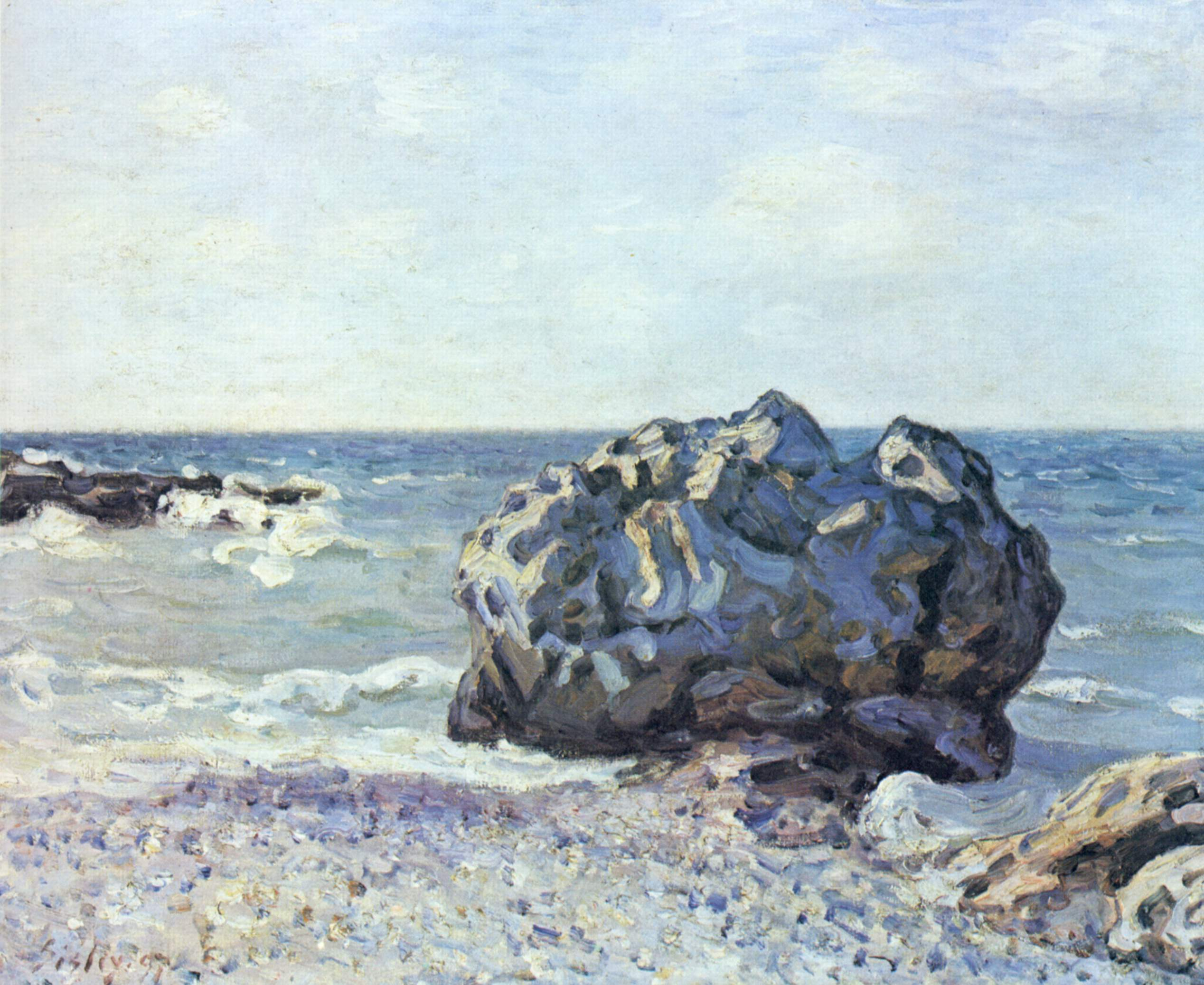
Alfred Sisley: Langland Bay, Storr's Rock, Matin(1897).

- Pierre Bonnard, Dans un jardin méridional
- Georges Braque:
  - Guitare et Compotier
  - Maisons à l'Estaque
- Louise Catherine Breslau, Contre Jour
- Marc Chagall, Dédié à ma fiancée
- Salvador Dalí:
  - Les Atavismes du crépuscule
  - El colós de Rodes
- Ferdinand Hodler, L'Elu
- Paul Klee, Ad Parnassum
- Franz Marc, Cheval bleu
- Joan Miró, Composition
- Claude Monet, Glace sur la rivière

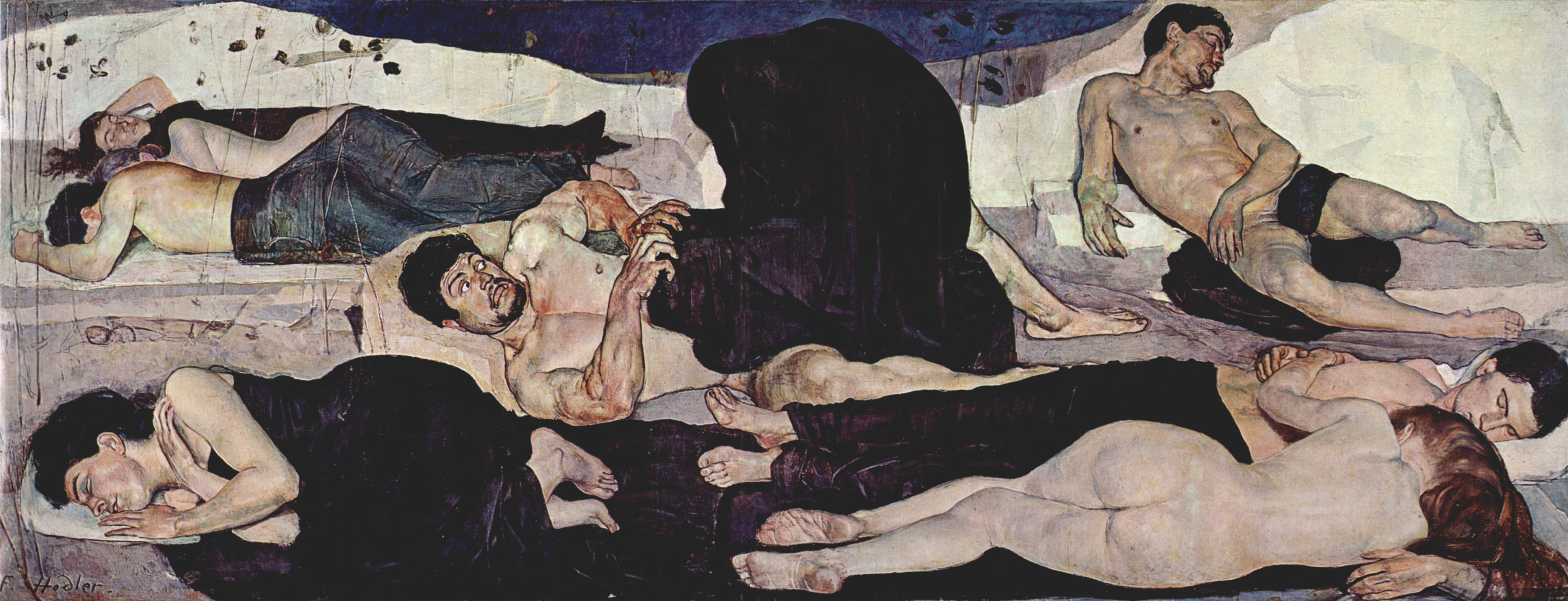
Ferdinand Hodler: Nit.

- Pablo Picasso, Buveuse endormie
- Félix Vallotton, L'Enlèvement d'Europe
- Vincent van Gogh, Deux Tournesols

## El tresor artístic de Múnic
El 7 de maig de 2014, l'endemà de la mort del col·leccionista Cornelius Gurlitt, el museu és designat com a únic legatari i, per tant, es converteix en el propietari d'" El tresor artístic de Múnic ".